# Штефан Раду
Штефан Раду (рум. Ștefan Radu, нар. 22 жовтня 1986, Бухарест) — румунський футболіст,  що грав на позиції захисника. Рекордсмен римського «Лаціо» за кількістю проведений у його складі офіційних ігор. Грав за національну збірну Румунії.

## Клубна кар'єра

### «Динамо» (Бухарест)
Народився 22 жовтня 1986 року в Бухаресті. Вихованець футбольної школи місцевого «Динамо».
Свою професійну кар'єру 18-річний Штефан почав в тому ж таки бухарестському «Динамо». Два роки, проведені між першою та другою командою, не пройшли дарма. У цей проміжок Раду допоміг «Динамо» завоювати черговий, дванадцятий за рахунком, кубок країни. А до свого двадцятиріччя Штефан став повноцінним гравцем основного складу, допомігши команді здобути звання чемпіона Румунії, за що його охрестили «Новим Ківу».
Відразу гравцем зацікавились італійські «Дженоа», «Рома» та «Ювентус», однак спритнішим за всіх виявилися представники «Лаціо», які в січні 2008 уклали з «Динамо» договір про оренду. Всього лише півроку знадобилося Штефану, щоб переконати керівництво «Лаціо» в необхідності його термінової покупки. Румуни не стали чинити перешкод, і вже в червні Раду був куплений за 5,4 мільйони євро.

### «Лаціо»
Першим матчем у складі «Лаціо» для Раду стала гра на Кубок Італії проти «Фіорентини». Незважаючи на свій молодий вік, Раду діяв як зрілий майстер і вже через деякий час Штефан почав виходити на поле з перших хвилин. Він став справжнім відкриттям у команді Деліо Россі.
Сезон 2008/09 склався для «Лаціо», як втім і для Штефана, не дуже вдало (10-е місце), але все ж, біло-блакитні змогли завоювати путівку в Лігу Європи, перемігши у фіналі кубка «Сампдорію» у серії післяматчевих пенальті.
Свій другий повноцінний сезон Раду розпочав під керівництвом нового тренера Давіде Баллардіні, під керівництвом якого відразу виграв Суперкубок Італії.
17 червня 2011 року Раду продовжив контракт з «biancocelesti» до кінця 2016 року.
2013 року у складі «Лаціо» вдруге став переможцем Кубку Італії, перемігши у фіналі запеклих ворогів — «Рому». А свій третій кубок країни здобув за результатами розіграшу 2018/19.
Загалом захищав біло-блакитні кольори римського клубу протягом 16 сезонів. 6 січня 2021 року провів свою 320 гру у чемпіонаті Італії, ставши рекордсменом «Лаціо» за кількістю матчів у Серії A, а в квітні того ж року став рекордсменом римської команди і за кількістю ігор усіх турнірів. На момент завершення ігрової кар'єри влітку 2023 року мав в активі 427 таких ігор.

## Виступи за збірні
Протягом 2006–2008 років залучався до складу молодіжної збірної Румунії. На молодіжному рівні зіграв у 13 офіційних матчах, забив 1 гол.
15 листопада 2006 року дебютував в офіційних матчах у складі національної збірної Румунії у виїзному товариському матчі проти іспанців, який румуни сенсаційно виграли 1-0.
У складі збірної був учасником чемпіонату Європи 2008 року в Австрії та Швейцарії, весь час залишаючись на лаві запасних, він не зіграв там жодної хвилини.
Загалом протягом восьми років провів у формі головної команди країни 14 матчів.

## Статистика виступів

### Статистика клубних виступів
| Сезон                 | Команда               | Чемпіонат             | Чемпіонат | Чемпіонат | Національний кубок | Національний кубок | Національний кубок | Континентальні кубки | Континентальні кубки | Континентальні кубки | Інші змагання | Інші змагання | Інші змагання | Усього | Усього |
| Сезон                 | Команда               | Ліга                  | Ігор      | Голів     | Ліга               | Ігор               | Голів              | Ліга                 | Ігор                 | Голів                | Ліга          | Ігор          | Голів         | Ігор   | Голів  |
| --------------------- | --------------------- | --------------------- | --------- | --------- | ------------------ | ------------------ | ------------------ | -------------------- | -------------------- | -------------------- | ------------- | ------------- | ------------- | ------ | ------ |
| 2004-05               | «Динамо» Б            | ДВ                    | 7         | 0         |                    | —                  | —                  |                      | —                    | —                    |               | —             | —             | 7      | 0      |
| 2005-06               | «Динамо» Б            | ДВ                    | 11        | 0         |                    | —                  | —                  |                      | —                    | —                    |               | —             | —             | 11     | 0      |
| Усього за «Динамо II» | Усього за «Динамо II» | Усього за «Динамо II» | 18        | 0         |                    |                    |                    |                      |                      |                      |               |               |               | 18     | 0      |
| 2004-05               | «Динамо» Б            | ДА                    | 2         | 0         | КР                 | 0                  | 0                  |                      | —                    | —                    |               | —             | —             | 2      | 0      |
| 2005-06               | «Динамо» Б            | ДА                    | 8         | 0         | КР                 | 0                  | 0                  |                      | —                    | —                    | СР            | 0             | 0             | 8      | 0      |
| 2006-07               | «Динамо» Б            | ЛI                    | 32        | 1         | КР                 | 3                  | 0                  | КУЄФА                | 12                   | 1                    |               | —             | —             | 47     | 2      |
| 2007-08               | «Динамо» Б            | ЛI                    | 19        | 0         | КР                 | 0                  | 0                  | ЛЧ+КУЄФА             | 2+2                  | 0+0                  | СР            | 1             | 0             | 24     | 0      |
| Усього за «Динамо»    | Усього за «Динамо»    | Усього за «Динамо»    | 61        | 1         |                    | 3                  | 0                  |                      | 16                   | 1                    |               | 1             | 0             | 81     | 2      |
| 2007-08               | «Лаціо»               | A                     | 11        | 0         | КІ                 | 2                  | 0                  | ЛЧ                   | 0                    | 0                    |               | —             | —             | 13     | 0      |
| 2008-09               | «Лаціо»               | A                     | 19        | 0         | КІ                 | 0                  | 0                  |                      | —                    | —                    |               | —             | —             | 19     | 0      |
| 2009-10               | «Лаціо»               | A                     | 28        | 0         | КІ                 | 2                  | 0                  | ЛЄ                   | 6                    | 0                    | СІ            | 0             | 0             | 36     | 0      |
| 2010-11               | «Лаціо»               | A                     | 26        | 0         | КІ                 | 1                  | 0                  |                      | —                    | —                    |               | —             | —             | 27     | 0      |
| 2011-12               | «Лаціо»               | A                     | 21        | 0         | КІ                 | 0                  | 0                  | ЛЄ                   | 5                    | 0                    |               | —             | —             | 26     | 0      |
| 2012–13               | «Лаціо»               | A                     | 23        | 1         | КІ                 | 4                  | 1                  | ЛЄ                   | 9                    | 1                    | -             | -             | -             | 36     | 3      |
| 2013–14               | «Лаціо»               | A                     | 25        | 1         | КІ                 | 1                  | 0                  | ЛЄ                   | 5                    | 0                    | СІ            | 1             | 0             | 32     | 1      |
| 2014–15               | «Лаціо»               | A                     | 24        | 0         | КІ                 | 5                  | 1                  | -                    | -                    | -                    | -             | -             | -             | 29     | 1      |
| 2015–16               | «Лаціо»               | A                     | 13        | 0         | КІ                 | 2                  | 0                  | ЛЧ+ЛЄ                | 1+8                  | 0                    | СІ            | 1             | 0             | 25     | 0      |
| 2016–17               | «Лаціо»               | A                     | 29        | 2         | КІ                 | 2                  | 0                  | -                    | -                    | -                    | -             | -             | -             | 31     | 2      |
| 2017–18               | «Лаціо»               | A                     | 31        | 0         | КІ                 | 3                  | 0                  | ЛЄ                   | 6                    | 0                    | СІ            | 1             | 0             | 41     | 0      |
| 2018–19               | «Лаціо»               | A                     | 28        | 0         | КІ                 | 2                  | 0                  | ЛЄ                   | 3                    | 0                    | -             | -             | -             | 33     | 0      |
| 2019–20               | «Лаціо»               | A                     | 29        | 1         | КІ                 | 1                  | 0                  | ЛЄ                   | 0                    | 0                    | СІ            | 1             | 0             | 31     | 1      |
| 2020–21               | «Лаціо»               | A                     | 31        | 0         | КІ                 | 0                  | 0                  | ЛЧ                   | 2                    | 0                    | -             | -             | -             | 33     | 0      |
| 2021–22               | «Лаціо»               | A                     | 10        | 0         | КІ                 | 0                  | 0                  | ЛЄ                   | 2                    | 0                    | -             | -             | -             | 12     | 0      |
| 2022–23               | «Лаціо»               | A                     | 1         | 0         | КІ                 | 0                  | 0                  | ЛЄ                   | 2                    | 0                    | -             | -             | -             | 3      | 0      |
| Усього за «Лаціо»     | Усього за «Лаціо»     | Усього за «Лаціо»     | 349       | 5         |                    | 25                 | 2                  |                      | 49                   | 1                    |               | 4             | 0             | 427    | 8      |
| Усього за кар'єру     | Усього за кар'єру     | Усього за кар'єру     | 428       | 6         |                    | 28                 | 2                  |                      | 65                   | 2                    |               | 5             | 0             | 526    | 10     |

### Статистика виступів за збірну
| Дата       | Місто       | Господарі  | Результат | Гості      | Турнір            | Голи | Примітки |
| ---------- | ----------- | ---------- | --------- | ---------- | ----------------- | ---- | -------- |
| 15-11-2006 | Кадіс       | Іспанія    | 0 – 1     | Румунія    | товариський матч  | -    | 88'      |
| 07-02-2007 | Бухарест    | Румунія    | 2 – 0     | Молдова    | товариський матч  | -    | 46'      |
| 24-03-2007 | Роттердам   | Нідерланди | 0 – 0     | Румунія    | Відбір до ЧЄ 2008 | -    | 78'      |
| 28-03-2007 | П'ятра-Нямц | Румунія    | 3 – 0     | Люксембург | Відбір до ЧЄ 2008 | -    |          |
| 22-08-2007 | Бухарест    | Румунія    | 2 – 0     | Туреччина  | товариський матч  | -    |          |
| 12-09-2007 | Кельн       | Німеччина  | 1 – 0     | Румунія    | товариський матч  | -    | 76'      |
| 06-02-2008 | Тель-Авів   | Ізраїль    | 1 – 0     | Румунія    | товариський матч  | -    | 90'      |
| 31-05-2008 | Бухарест    | Румунія    | 4 – 0     | Чорногорія | товариський матч  | -    |          |
| 06-09-2008 | Клуж-Напока | Румунія    | 0 – 3     | Литва      | Відбір до ЧС 2010 | -    | 46'      |
| 10-08-2011 | Сан-Марино  | Сан-Марино | 0 – 1     | Румунія    | товариський матч  | -    | 24'      |
| 15-11-2011 | Відень      | Греція     | 1 – 3     | Румунія    | товариський матч  | -    |          |
| 14-11-2012 | Бухарест    | Румунія    | 2 – 1     | Бельгія    | товариський матч  | -    | 69'      |
| 06-02-2013 | Малага      | Австралія  | 2 – 3     | Румунія    | товариський матч  | -    | 46'      |
| 22-03-2013 | Будапешт    | Угорщина   | 2 – 2     | Румунія    | Відбір до ЧС 2014 | -    |          |
| Усього     |             | Матчів     | 14        |            | Голів             | 0    |          |

## Титули і досягнення
- Чемпіон Румунії (1):

«Динамо» (Бухарест): 2006-07
- Володар Кубка Румунії (1):

«Динамо» (Бухарест): 2004-05
- Володар Суперкубка Румунії (1):

«Динамо» (Бухарест): 2005
- Володар Кубка Італії (3):

«Лаціо»: 2008-09, 2012-13, 2018-19
- Володар Суперкубка Італії (3):

«Лаціо»: 2009, 2017, 2019